# Haroldius lassallei
Haroldius lassallei är en skalbaggsart som beskrevs av Yves Cambefort 1986. Haroldius lassallei ingår i släktet Haroldius och familjen bladhorningar. Inga underarter finns listade i Catalogue of Life.